# Pyrrhura egregia
La cotorra egregia (Pyrrhura egregia), también denominada perico de Pantepui y perico de cola morada, es una especie de ave psitaciforme de la familia Psittacidae que vive en Sudamérica.

## Descripción
La cotorra egregia mide unos 25 cm de largo. Su plumaje es principalmente de color verde como es característico las demás cotorras de su género, con veteado horizontal blanco o amarillento en el pecho. Tiene manchas amarillas y rojas en las alas similares a las de la cotorra de Santa Marta, con la que está cercanamente emparentada. La parte inferior de se cola y el centro del abdomen son de color pardo rojizo. Presenta anillos oculares blancos y su pico es de color claro.

## Distribución y hábitat
Se encuentra en las selvas húmedas de montaña de Brasil, Guyana y Venezuela, entre los 700 y 1 800 metros de altitud.

## Taxonomía
La especie fue descrita por el zoólogo inglés Philip Lutley Sclater en 1881.
Se reconocen dos subespecies:
- P. egregia egregia (PL Sclater, 1881);
- P. egregia obscura (Zimmer y Phelps, 1946).